# レッド (テイラー・スウィフトのアルバム)
『レッド』（英: Red）は、アメリカ合衆国のシンガー・ソングライター、テイラー・スウィフトの4枚目のスタジオ・アルバム。

## 概要

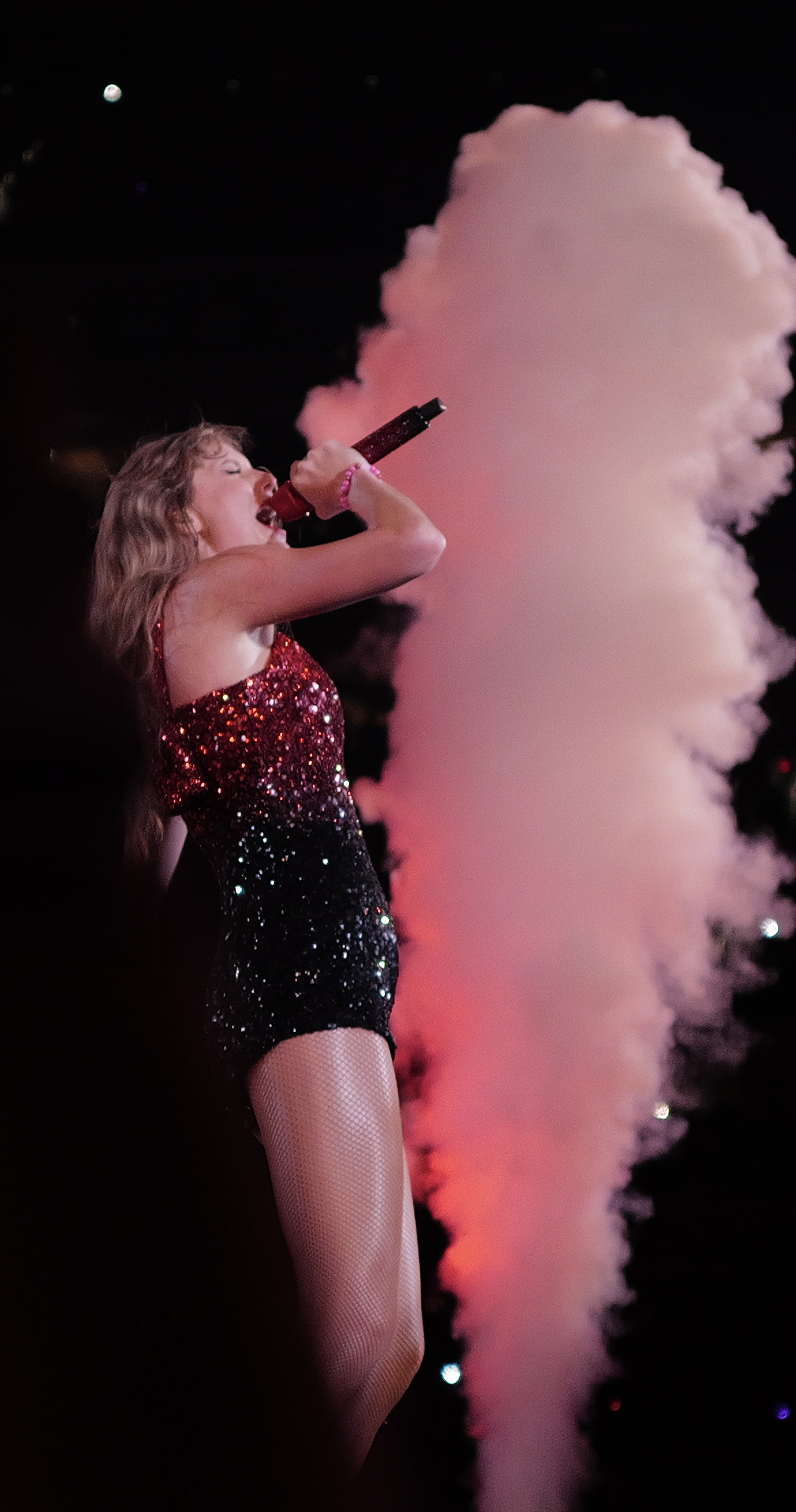
The Eras Tourのレッド・セグメントでのテイラー（2023年）

アルバムのタイトル「Red（赤）」は、スウィフト自身が経験した大失恋から引き起こされた「赤い」感情からとられた。前作までプロデュースを一緒に手掛けていたネイサン・チャップマンの他に、世界的大ヒット曲を数多く手掛けているマックス・マーティンやシェルバックなど新たに複数のプロデューサーを迎えたことにより、以前と比べてバラエティ豊かな楽曲が収録された。以前までのカントリーポップはもちろん、打ち込み主体のダンスポップやフォーク要素が入ったポップロックなど、様々なジャンルを渡り歩いたアルバムとなった。収録楽曲数も、通常盤として最大の16曲となった。
Billboard 200において初登場1位（初週売上120.8万枚）を記録。前作『Speak Now』（初週104.7万枚）に続く初週ミリオンを記録し、1991年にニールセン・サウンドスキャンによる集計が開始されて以来、2枚のアルバムで週間ミリオン売上を記録した最初の女性アーティストとなった。
また、本作は通算7週で1位を獲得しており、2ndアルバム『Fearless』（通算11週1位）、3rdアルバム『Speak Now』（通算6週1位）に続くアルバム3作目の6週以上の1位獲得を達成。オリジナルアルバム3作連続で6週以上の1位獲得は、1969年にビートルズが達成して以来の快挙となった。
アルバムからの先行シングル『We Are Never Ever Getting Back Together』はBillboard Hot 100において自身初となる首位を獲得。初週デジタル売り上げは62.3万ダウンロードを記録し、2010年にKe$haが『Tik Tok』で樹立した女性アーティストによる週間デジタル売り上げ記録（61万ダウンロード）を塗り替えた。日本では同曲がフジテレビのリアリティ番組『テラスハウス』の主題歌に使用されたことを受け、100万ダウンロードを突破する大ヒットを記録した。
また、日本レコード協会からは、2016年4月度有料音楽配信認定でアルバムのゴールド認定を受けた。配信認定におけるアルバムのゴールド認定は『Songs for Japan』／Various（2011年5月度認定）、『アナと雪の女王 オリジナル・サウンドトラック 【日本版】』／V.A.（2015年1月度認定）に続く3作品目となる快挙となった。
IFPI発表の全世界の年間アルバムチャートでは2012年度に2位（年間売上520万枚）にランクイン。
『ローリング・ストーン』誌が選んだ「歴代最高のアルバム500選」（2020年版）において99位に選ばれている。

## シングル
- 1st「We Are Never Ever Getting Back Together」2012年8月13日リリース / Billboard Hot 100 最高1位 / RIAA認定：6×プラチナ[27]
- 2nd「Begin Again」2012年10月1日リリース / Billboard Hot 100 最高7位 / RIAA認定：プラチナ[28] / プロモーションビデオがアルバムと同じ10月22日にリリース。
- 3rd「I Knew You Were Trouble」2012年11月27日リリース / Billboard Hot 100 最高2位 / RIAA認定：6×プラチナ[29]
- 4th「22」2013年3月12日リリース / Billboard Hot 100 最高20位 / RIAA認定：3×プラチナ[30]
- 5th「Red」2013年6月21日リリース / Billboard Hot 100 最高6位 / RIAA認定：プラチナ[31]
- 6th「Everything Has Changed」2013年7月16日リリース / Billboard Hot 100 最高32位 / RIAA認定：プラチナ[32]
- 7th「The Last Time」2013年11月4日リリース / Billboard Bubbling Under Hot 100[注 1] 最高3位

### プロモーション・シングル
アルバム発売前に一週間毎にiTunesでリリースされたシングル。(公式シングルとは異なる。)
- 「Begin Again」2012年9月25日リリース
- 「Red」2012年10月2日リリース
- 「I Knew You Were Trouble」2012年10月9日リリース
- 「State of Grace」2012年10月16日リリース / Billboard Hot 100 最高位13位

## 収録曲
| #         | タイトル                                         | 作詞・作曲                                     | プロデュース                         | 時間  |
| --------- | ------------------------------------------------ | ---------------------------------------------- | ------------------------------------ | ----- |
| 1.        | 「State of Grace」                               | テイラー・スウィフト                           | ネイサン・チャップマン、スウィフト   | 4:56  |
| 2.        | 「Red」                                          | スウィフト                                     | ダン・ハフ、チャップマン、スウィフト | 3:41  |
| 3.        | 「Treacherous」                                  | スウィフト、ダン・ウィルソン                   | ウィルソン                           | 4:01  |
| 4.        | 「I Knew You Were Trouble」                      | スウィフト、マックス・マーティン、シェルバック | マーティン、シェルバック             | 3:38  |
| 5.        | 「All Too Well」                                 | スウィフト、リズ・ローズ                       | チャップマン                         | 5:28  |
| 6.        | 「22」                                           | スウィフト、マーティン、シェルバック           | マーティン、シェルバック             | 3:51  |
| 7.        | 「I Almost Do」                                  | スウィフト                                     | チャップマン、スウィフト             | 4:03  |
| 8.        | 「We Are Never Ever Getting Back Together」      | スウィフト、マーティン、シェルバック           | マーティン、シェルバック             | 3:11  |
| 9.        | 「Stay Stay Stay」                               | スウィフト                                     | チャップマン、スウィフト             | 3:25  |
| 10.       | 「The Last Time」(feat. ギャリー・ライトボディ)  | スウィフト、ライトボディ、ジャックナイフ・リー | リー                                 | 4:58  |
| 11.       | 「Holy Ground」                                  | スウィフト                                     | ジェフ・バスカー                     | 3:22  |
| 12.       | 「Sad Beautiful Tragic」                         | スウィフト                                     | チャップマン、スウィフト             | 4:44  |
| 13.       | 「The Lucky One」                                | スウィフト                                     | バスカー                             | 4:01  |
| 14.       | 「Everything Has Changed」(feat. エド・シーラン) | スウィフト、シーラン                           | ブッチ・ウォーカー                   | 4:04  |
| 15.       | 「Starlight」                                    | スウィフト                                     | ハフ、チャップマン、スウィフト       | 3:38  |
| 16.       | 「Begin Again」                                  | スウィフト                                     | ハフ、チャップマン、スウィフト       | 3:58  |
| 合計時間: | 合計時間:                                        | 合計時間:                                      | 合計時間:                            | 64:59 |

| #         | タイトル                                 | 作詞・作曲             | プロデュース             | 時間  |
| --------- | ---------------------------------------- | ---------------------- | ------------------------ | ----- |
| 1.        | 「The Moment I Knew」                    | スウィフト             | チャップマン、スウィフト | 4:56  |
| 2.        | 「Come Back... Be Here」                 | スウィフト、ウィルソン | ウィルソン               | 3:43  |
| 3.        | 「Girl at Home」                         | スウィフト             | チャップマン、スウィフト | 3:40  |
| 4.        | 「Treacherous」(Original Demo Recording) | スウィフト、ウィルソン | ウィルソン               | 4:00  |
| 5.        | 「Red」(Original Demo Recording)         | スウィフト             | チャップマン、スウィフト | 3:37  |
| 6.        | 「State of Grace」(Acoustic Version)     | スウィフト             | チャップマン、スウィフト | 5:23  |
| 合計時間: | 合計時間:                                | 合計時間:              | 合計時間:                | 25:19 |